# Тихие воды
«Тихие воды» (исп. Las aguas mansas) — колумбийская теленовелла. На её основе позднее были сняты 2 теленовеллы:  в 2003 году — колумбийская «Тайная страсть», в 2008 году — мексиканская  «Огонь в крови».

## Содержание
Колумбия 1940-х годов. Шестнадцатилетняя Ливия, живущая с 3 братьями, хранит свой секрет: она — любовница богача Бернардо Элисондо. Когда о их связи становится известно братьям, Бернардо, которому за 50, обещает жениться на
девушке. Но он не рассказывает о том, что у него есть жена и 3 дочери. Габриэла, холодная и высокомерная дама, посвятила себя благотворительности. Твердой рукой она руководит домом и семьей. Единственный, кто выступает против её диктата — это её отец дон Мартин Асеведо, парализованный старик в инвалидной коляске.
Бернардо погибает в результате несчастного случая. Боясь сплетен соседей и гнева братьев, Ливия
отправляется в дом Элисондо. Там она узнает правду о семье Бернардо. Выслушав оскорбления Габриэлы, девушка сводит счеты с жизнью и бросается с моста.
Похоронив сестру, Рейесы решают отомстить и, соблазнив сестер, лишить их состояния. Под видом
строителей они проникают в дом. Им помогает и служанка Элисондо — Эва Родригес. Когда-то она
родила дочь от одного из друзей хозяина дома, в котором работала до прихода в дом Элисондо и, по приказу Габриэлы, отдала её на воспитание богатой бездетной паре. Этого Эва не простила хозяйке.
София, которая подверглась насилию много лет назад, живет в безрадостном браке с Фернандо Эскандоном. Брак был заключен по приказу Габриэлы. Химена, пытающаяся вырваться из дома. Они становятся легкой добычей для Хуана и Франко. Постепенно ненависть Хуана превращается в сильную любовь, а вот Франко не желает участвовать в этом фарсе. Он влюблен в певичку в ночном клубе
Росарио Монтес. Она охотно проводит время с Франко, но связать свою жизнь Росарио мечтает только
с богачом. Оскар решает ухаживать за Хименой и со временем влюбляется в неё. Только Сара не верит братьям, она начинает расследование и узнает правду. В это время у неё случается сердечный
приступ, Сара умирает. Братья встречают в доме Элисондо Рут Урибе, похожую на Ливию, как две капли воды. Спустя некоторое время Оскар женится на Химене, и в этот же день семья Элисондо узнает правду о Рейесах. Химена бросает Оскара, а София расстается с Хуаном. У Софии рождается дочь Роксанна.
Расставшись с Росарио, от отчаяния Франко женится на богатой старухе Марухе Ирассури. Через
несколько месяцев его и его жену находят мертвыми в спальне. Все деньги переходят к Оскару и Хуану.
Проходит несколько лет. Хуан и Оскар — богаты, но несчастливы. Хуан скучает по Софии и дочери, а
Оскар — по Химене. Они должны будут приложить много усилий, чтобы вернуть их.
В городе начинают твориться странные вещи: в доме Рейесов появляется приведение, приезжает
загадочный Дамиан Феррер, который собирает информацию о братьях. Какая-то женщина убивает
мужчин, и Фернандо подозревает, что это его новая возлюбленная — Мелисса.

## В ролях
- Хуан Карлос Гутьеррес — Хуан Рейес Герреро, старший брат
- Маргарита Ортега — София Элисондо де Эскандон, средняя сестра
- Фабиана Медина — Химена Элисондо де Рейес, младшая сестра
- Хуан Себастьян Арагон — Оскар Рейес Герреро, младший брат
- Луиджи Айкарди — Франко Рейес Герреро, средний брат, муж Марухи
- Ана Мария Кампер — Габриэла Асеведо де Элисондо
- Констанца Гутьеррес — Эва Родригес, главная служанка в доме Элисондо
- Карлос Конготе — Фернандо Эскандон, муж Софии
- Хулио Медина — Мартин Асеведо, отец Габриэлы
- Виктория Гонгора — Ливия Рейес Герреро / Рут Урибе Сантос
- Мария Элена Доэринг — Мелисса Феррер/ Мелисса Маура, сестра Кристиана
- Патрисия Мальдонадо — Сара Элисондо, старшая сестра
- Луис Меса — Дамиан Феррер / Кристиан, брат Мелиссы
- Эрика Крум — Маруха Ирасурри, жена Франко
- Роса Вирхиния Вильегас — Кинтина Каноса, служанка в доме Рейесов
- Андрес Фелипе Мартинес — Леандро Сантос, старший племянник доньи Ракель
- Розмари Бохоркес — Кати Куадрадо, любовница Хуана
- Патрисия Эрколе — Росарио Монтес де Наварро, жена Армандо
- Алехандро Буэнавентура — Бернардо Элисондо, муж Габриэлы
- Луис Фернандо Монтойа — Армандо Наварро
- Алисия де Рохас — Ракель Сантос де Урибе, приемная мать Рут, тетя Леандро и Бенито
- Роксанна Монтойа — Роксана Рейес, дочь Софии и Хуана
- Дора Кайседо —  Дора, служанка в доме Элисондо
- Рикардо Гомес — Либардо Кардосо, мажордом в доме Марухи Ирасурри
- Самара де Кордова — Валентина де Сантос, мать Леандро и Бенито
- Габриэль Гонсалес — Пепе Аларкон, режиссер на радио, начальник Химены
- Диего Камачо — Бенито Сантос, брат Леандро, младший племянник доньи Ракель
- Херман Рохас — Камило Монтеро, второй муж Габриэлы, любовник Пепиты
- Лус Стелья Луэнгас — Пепита (Мария-Хосефа) Рондерос, певица в баре, любовница Камило
- Маргарита Гутьеррес Солано - Ортенсия, хозяйка магазина в бедном квартале, соседка братьев Рейес
- Исабель Кампос — Хертрудис, подруга Габриэлы
- Лус Мари Ариас — Мария де Кармен, подруга Габриэлы
- Дурлеи Сапата — Мария Эсперанса, подруга Габриэлы
- Мариэла Ривас — Лус Марина, секретарь Хуана Рейеса
- Флор Варгас — Мабелль, актриса на радио, коллега Химены
- Самуэль Эрнандес — падре Эпифанио
- Начо Ихуэлос — Густаво Адольфо, любовник Леандро Сантоса
- Хулио Састокэ — Агапито Кортес, любовник Росарио Монтес
- Сантьяго Гарсия Пинсон — Каликсто Урибе, муж Ракель, приемный отец Рут
- Альберто Вальдири — Педро Дуарте, друг Фернандо